# Pacifiction - Un mondo sommerso
Pacifiction - Un mondo sommerso (Pacifiction – Tourment sur les îles) è un film del 2022 scritto e diretto da Albert Serra.
È stato presentato in concorso al 75º Festival di Cannes.

## Trama
A Tahiti, nella Polinesia francese, l'alto commissario della Repubblica de Roller indaga, passando per personaggi bizzarri ed enigmatici, sulle voci che corrono incontrollate tra la popolazione in merito alla presenza di un fantomatico sottomarino al largo della costa che preannuncerebbe la ripresa dei test nucleari segreti sull'isola.

## Distribuzione
Il film è stato presentato in anteprima il 26 maggio 2022 in concorso al 75º Festival di Cannes.
Nell'autunno 2022 il film è stato presente al quarantesimo Torino Film Festival.

## Accoglienza
La prestigiosa rivista Cahiers du cinéma posiziona il film al primo posto dei migliori del 2022.

## Riconoscimenti
- 2022 - Festival di Cannes[1]
  - In concorso per la Palma d'oro
- 2023 - Premio Lumière
  - Miglior regista a Albert Serra
  - Miglior attore a Benoît Magimel
- 2023 - Premio César
  - Miglior attore a Benoît Magimel
  - Migliore fotografia a Artur Tort
  - Candidatura miglior film
  - Candidatura miglior regista a Albert Serra
  - Candidatura migliore scenografia a Sébastien Vogler
  - Candidatura migliori costumi a Praxèdes de Vilallonga
  - Candidatura migliore musica a Marc Verdaguer e Joe Robinson
  - Candidatura miglior sonoro a Jordi Ribas, Benjamin Laurent e Bruno Tarrière
  - Candidatura migliori effetti visivi a Marco Del Bianco